# Lombardo Boyar
Lombardo Boyar (nacido el 1 de diciembre de 1973) es un actor estadounidense que ha estado activo en la televisión, en la animación, en el cine, y videojuegos desde 1996. Algunas de las notables actuaciones de Boyar son como Ramón García en 24 y protagonizando como Eddie Tesoro en la película P.S. Your Cat Is Dead. También hace la voz de Lars Rodríguez en Rocket Power.
Lombardo también ha sido invitado como Chuy en The Bernie Mac Show. Es fluente en inglés y español con una voz adaptable, también ha dado su voz para comerciales.
Hizo la voz en Turok como Gonzáles.
Boyar es un veterano del Ejército de Estados Unidos.

## Filmografía

### Cine y televisión
- Candy Cane Lane (2023)
- Coco (2017)
- Happy Feet Two— Raúl (2011)
- Modern Family— José (2010)
- Group Sex— Ramón (2010)
- Happy Feet — Raúl (2006)
- Never Get Outta the Boat (2002)
- S1m0ne (2002)
- P.S. Your Cat Is Dead (2002)
- Scenes of the Crime (2001)
- X-Files  (2000)
- Brother (2000)
- Gone in 60 Seconds (2000)
- Blink of an Eye (1999)
- Edtv (1999)
- GIA (1998)
- 17 and Under (1998)
- Tear It Down (1997)